# 엘리자베스 보거쉬
엘리자베스 보거쉬(Elizabeth Bogush, 1977년 9월 24일 ~ )는 미국의 배우, 텔레비전 배우, 영화배우이다.
퍼스앰보이에서 태어났다.

## 출연 작품
- 액팅 라이크 어덜츠 (2014년) - 로라 역
- 쿠티스 (2014년)
- 빌리버스 (2007년)
- 잼 (2006년) - 젠 역
- 캐스팅 어바웃 (2004년) - 본인 역
- 이스트사이드 (1999년)
- 비버리힐즈의 아이들 (1990년)

### 텔레비전
- 펠리시티 (2000)
- 옥토버 로드 (2007-08)
- 포가튼 (2009-10)